# Albert Kuntz
Albert Kuntz (* 4. Dezember 1896 in Bennewitz; † 23. Januar 1945 bei Nordhausen (Harz)) war ein Politiker der KPD und für diese Abgeordneter im Preußischen Landtag. Als Widerstandskämpfer gegen den Nationalsozialismus schon 1933 verhaftet, wurde er 1945 im KZ Mittelbau-Dora ermordet. Postum erfuhr er in der DDR große Anerkennung, die nach 1989 zunehmend in Frage gestellt wird.

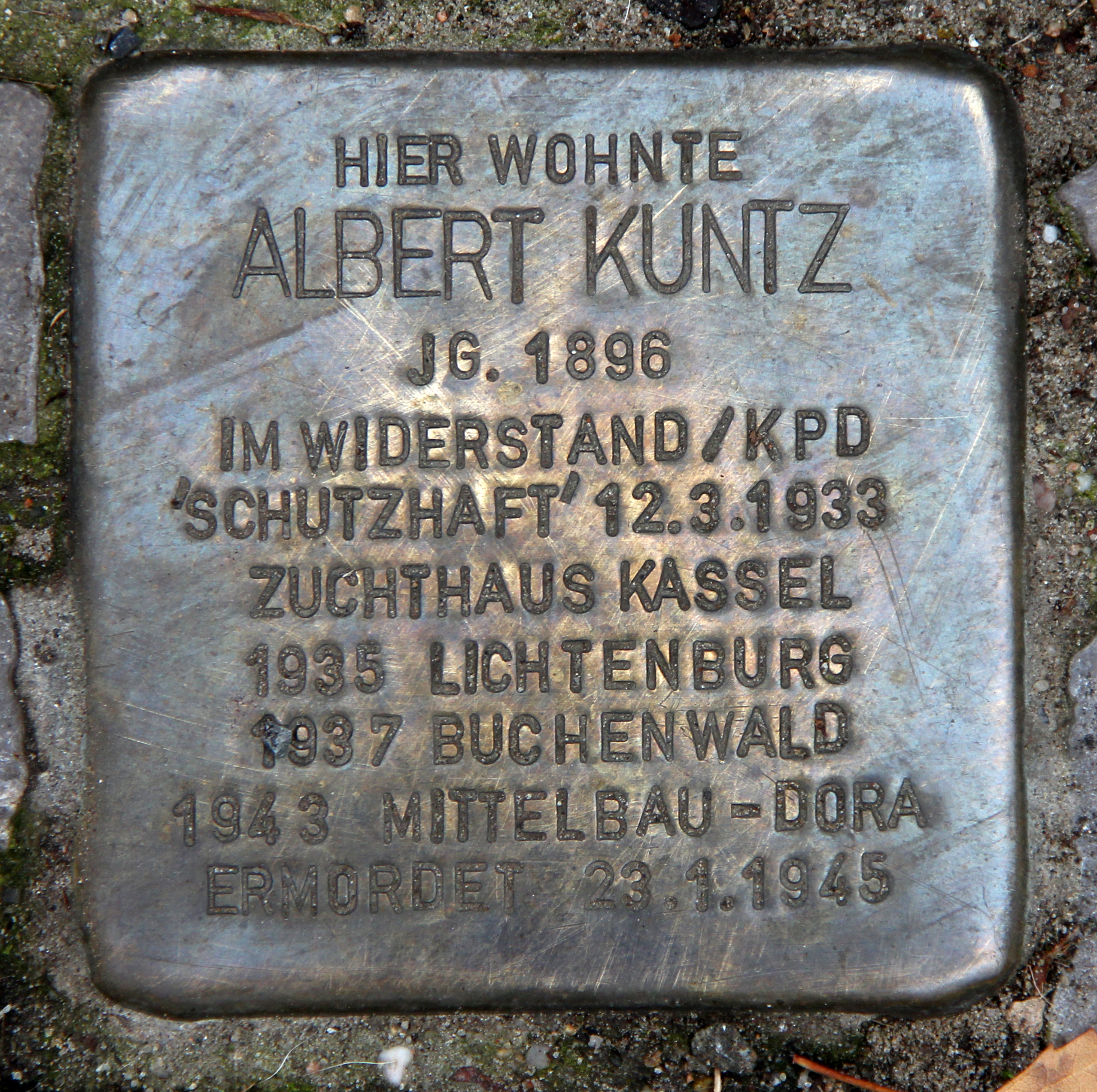
Stolperstein am Haus, Afrikanische Straße 140, in Berlin-Wedding

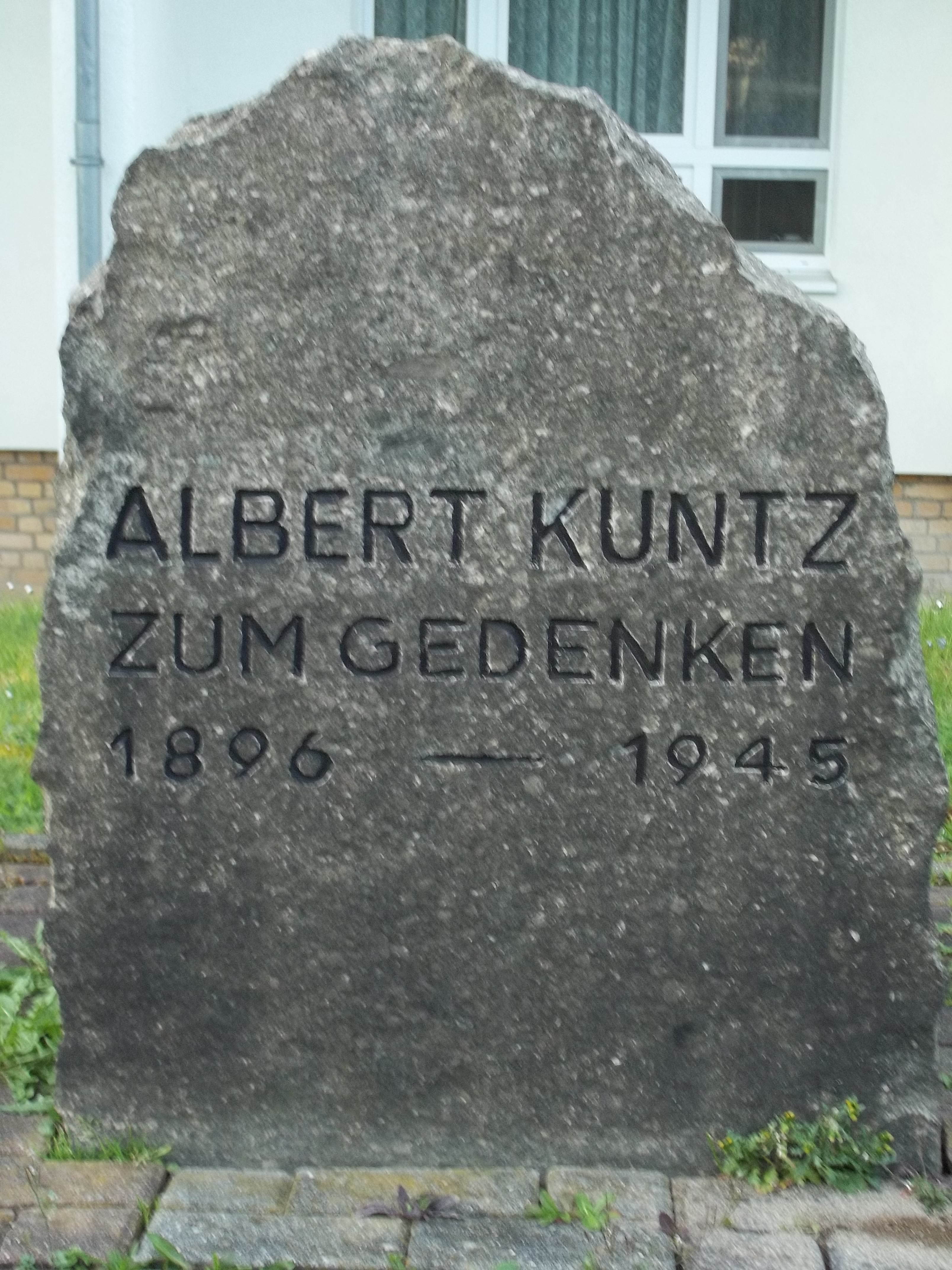
Gedenkstein für Albert Kuntz in seinem Geburtsort Bennewitz vor dem Gebäude Altenbacher Straße 6

## Leben
Kuntz war gelernter Kupferschmied. Nach Beendigung seiner Lehre wurde er 1915 Soldat. Im folgenden Jahr wurde er vor Verdun verwundet und erlebte das Kriegsende in einem heimatlichen Lazarett. Während der Novemberrevolution wurde er in einen Soldatenrat gewählt. 1919 war er Mitglied des Arbeiterrates in Wurzen.
Nachdem Kuntz zunächst der USPD angehört hatte, wurde er 1919 Mitbegründer der Ortsgruppe der KPD in Wurzen und 1921 dort Stadtrat. Er war Mitglied der örtlichen Arbeiterturn-Bewegung und später deren Vorsitzender. Nach einem Betriebsunfall 1922 wurde Kuntz Notstandsarbeiter und 1923 als Organisationsleiter für Westsachsen hauptamtlicher KPD-Funktionär in Leipzig. 1924 wurde er wegen Landfriedensbruch zu einer achtmonatigen Freiheitsstrafe verurteilt, welche später zur Bewährung ausgesetzt wurde. Nachdem er 1925/1926 Arbeiter in Chemnitz war, ging er 1926 als Funktionär zur KPD-Bezirksleitung Hessen-Frankfurt und wurde im Oktober 1928 deren politischer Leiter. 1929 wechselte er nach Berlin und wurde Kandidat des Zentralkomitees der KPD, das ihn an die Internationale Lenin-Schule in Moskau schickte. Nach neunmonatigem Aufenthalt dort wurde er 1930 Organisationssekretär der Bezirksleitung Berlin-Brandenburg der KPD. Im April 1932 wurde er in den Preußischen Landtag gewählt. Von Juni 1932 bis zu seiner Verhaftung am 12. März 1933 war er als Politischer Sekretär des Parteibezirks Hessen-Frankfurt tätig. Kuntz nahm an der illegalen Zusammenkunft der KPD im Sporthaus Ziegenhals teil.
Im Herbst 1933 wurde er von der Anklage des Hochverrates freigesprochen, aber sofort danach in Berlin des Polizistenmordes angeklagt. Im Prozess um die von Erich Mielke und Erich Ziemer am 9. August 1931 verübten Morde auf dem Bülowplatz stand er im Juni 1934 als angeblicher Auftraggeber vor Gericht. Er wurde von dem als Kronzeugen auftretenden Michael Klause schwer belastet, konnte aber eine eidesstattliche Versicherung beibringen, am fraglichen Tag in Berlin unterwegs gewesen zu sein. Das Gericht hielt Kuntz zwar der Mitwisserschaft für schuldig, aber nicht der Mittäterschaft oder Beihilfe. Da diese Vergehen inzwischen amnestiert worden waren, wurde das Verfahren gegen Kuntz eingestellt.
Kuntz wurde aber nicht freigelassen, sondern im KZ Lichtenburg in „Schutzhaft“ genommen. Ein neuerliches Verfahren wegen Vorbereitung zum Hochverrat endete im April 1935 mit einer Verurteilung zu 15 Monaten Zuchthaus, die er in der Justizvollzugsanstalt Kassel I absaß. Anschließend nahm man ihn erneut in Schutzhaft und brachte ihn zurück ins KZ Lichtenburg. Hier arbeitete er beim Bau von Heiz- und Badeanlagen. Gemeinsam mit Theodor Neubauer und Walter Stoecker baute Albert Kuntz in Lichtenburg die illegale Organisation der KPD auf. Nach Auflösung des KZ Lichtenburg wurde er im KZ Buchenwald in ähnlicher Funktion eingesetzt. Hier stieg er zum Verantwortlichen für Be- und Entwässerung auf und organisierte wieder gemeinsam mit Walter Stoecker und Theodor Neubauer die illegale KPD-Gruppe im Lager. Nach einer mehrmonatigen Haft im „Bunker“ wurde er in eine Außenstelle des KZ Buchenwald nach Kassel verlegt, wo er wiederum in der Be- und Entwässerung tätig war. Im September 1943 brachte man ihn in das neu errichtete KZ Mittelbau-Dora bei Nordhausen. Unter dem Kommando von Otto Förschner war er auch hier Funktionshäftling in der Bauleitung und koordinierte Sabotageakte einer illegalen Gruppe an den V-Waffen, die dort hergestellt wurden. Im November 1944 versuchte die SS vergeblich, ihm Informationen über die Sabotage abzupressen. In der Nacht vom 22. zum 23. Januar 1945 starb Kuntz während eines Verhörs.

## Würdigung
In der DDR wurden zwei Großbetriebe, 22 Betriebsbrigaden und Kollektive, 20 FDJ-Organisationen, vier Schulen (darunter das Francisceum Zerbst), zwei Jugendheime, ein Kindergarten, ein Kino in Trebsen, zwei LPGs, eine Kaserne, drei militärische oder paramilitärische Einheiten, ein Sportplatz, ein Sportstadion in Nordhausen, eine Parkanlage und vier Straßen und Plätze nach Albert Kuntz benannt. Seine Witwe Ellen erhielt 1986 ein Ehrengrab in der Grabanlage Pergolenweg des Berliner Zentralfriedhof Friedrichsfelde. Die vom Magdeburger Bildhauer Joachim Sendler im Jahr 1971 geschaffene lebensgroße Bronzestatue eines heroisierten Widerstandskämpfers in der Gedenkstätte Feldscheune Isenschnibbe Gardelegen ist von seinen Gesichtszügen inspiriert. Im Wurzener Stadtpark steht eine Porträtbüste des Leipziger Bildhauers Dieter Dietze. Außerdem trägt eine Großbäckerei in Havanna seinen Namen.

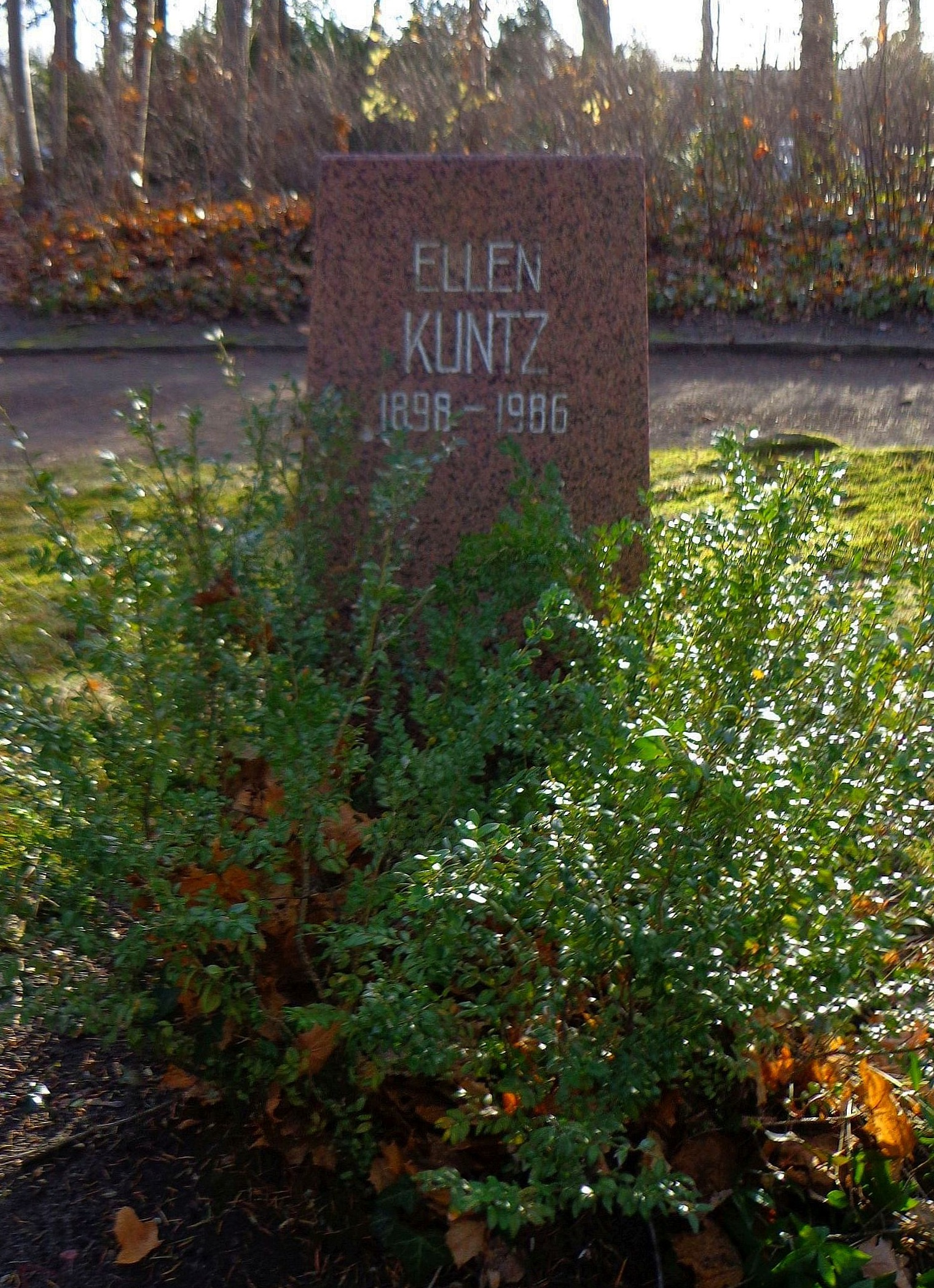
Ehrengrab von Ellen Kuntz in der Grabanlage Pergolenweg der Gedenkstätte der Sozialisten

Viele Funktionshäftlinge in Buchenwald, Dora und anderswo waren KPD-Mitglieder. Die Propaganda der DDR überhöhte deren Tätigkeit zum Gründungsmythos der DDR.
In der Forschung nach 1989 bekam das Bild starke Risse (s. u. Niethammer). Fraglich ist, inwieweit die Lagerkomitees zu mehr dienten als dem eigenen Überleben. Funktionshäftlinge sind bei den Überlebenden der KZs überproportional vertreten. Die systematische Sabotage – im Falle Kuntz an der V2 – wurde bezweifelt; die massenhaften Ausfälle hätten wohl eher damit zu tun, dass die Rakete nicht ausgereift war. Auch sei die Produktion mittels NS-Zwangsarbeit in menschenunwürdigen Verhältnissen sicher ein Grund für Ausfälle gewesen.
Letztlich wurde auch der Mord an Kuntz mit der Aufdeckung einer Sabotageaktion in Verbindung gebracht. Heute wird allerdings vermutet, dass er im Zusammenhang mit einer illegalen Trauerfeier für ein ermordetes KPD-Mitglied verraten und mit zwei anderen Lagerältesten umgebracht wurde.
Seit September 1951 trägt das Stadion des Fußballvereins Wacker 90 Nordhausen den Namen Albert-Kuntz-Sportpark.
Am 1. Dezember 1986 wurde anlässlich des 40. Jahrestages der Grenztruppen der DDR eine Hubschraubereinheit nach Kuntz benannt.
Am 23. Oktober 2012 wurde vor Kuntz’ ehemaligem Wohnhaus, Berlin-Wedding, Afrikanische Straße 140, ein Stolperstein verlegt.

## Spielfilm
- Die gefrorenen Blitze, Teil 2 (DEFA DDR 1967, Regie: János Veiczi)